# Gornja Vrela
Gornja Vrela su naselje u općini Bosanski Brod, Republika Srpska, BiH.

## Stanovništvo
Nacionalni sastav stanovništva 1991. godine, bio je sljedeći:
ukupno: 326
- Srbi - 175
- Hrvati - 137
- ostali, neopredijeljeni i nepoznato - 14